# Diotelitismo
El diotelitismo, dicotilismo o diotelismo, del  griego δυοθελητισμός que significa «doctrina de las dos voluntades», es una doctrina cristológica particular que enseña la existencia de dos voluntades, una divina y otra humana, en la persona de  Jesucristo. Específicamente, el diotelismo correlaciona el carácter distintivo de las dos voluntades con la existencia de dos naturalezas específicas, divina y humana, en la persona de Jesucristo (diotelismo).
El Catecismo de la Iglesia Católica, no. 475, establece: 

Del mismo modo, en el  Sexto Concilio Ecuménico, llevado a cabo en Constantinopla, tercero de esa ciudad, en 681, la Iglesia confesó que Cristo posee dos voluntades y dos operaciones naturales, divina y humana. No se oponen entre sí, sino que cooperan de tal manera que el Verbo hecho carne quiso humanamente en obediencia a su Padre todo lo que había decidido divinamente con el Padre y el Espíritu Santo para nuestra salvación. La voluntad humana de Cristo "no se resiste ni se opone, sino que sigue a su voluntad divina y todopoderosa, sino todo lo contrario pues está subordinada a esa voluntad omnipotente.

Esta posición se opone a la posición del monotelismo (doctrina de la voluntad única) en los debates cristológicos. El debate sobre las iglesias monotelistas y la Iglesia Católica llegó a su conclusión en el  Tercer Concilio Ecuménico de Constantinopla en 681. El Concilio declaró que, de acuerdo con las declaraciones del Concilio de Calcedonia en 451, que declaró dos naturalezas en la única persona de Jesucristo, también hay igualmente dos "voluntades" o "modos de operación" en la única persona de Jesucristo .
El diotelismo fue defendido por san Máximo el Confesor contra el monotelismo.